# Saint-Priest (Ardèche)
Saint-Priest è un comune francese di 1 311 abitanti situato nel dipartimento dell'Ardèche della regione dell'Alvernia-Rodano-Alpi.

## Società

### Evoluzione demografica
Abitanti censiti